# Conservatoire national des arts et métiers

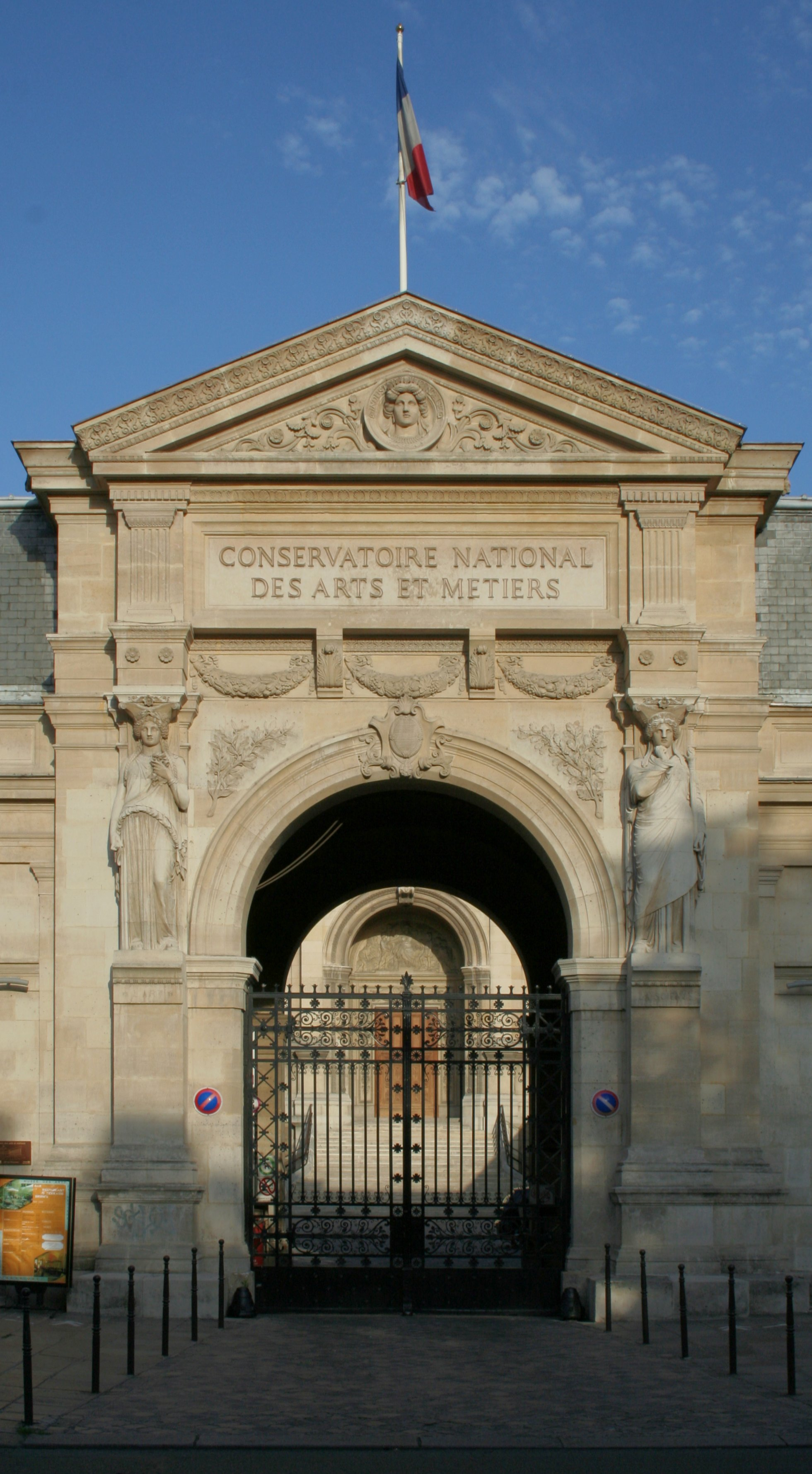
A entrada principal

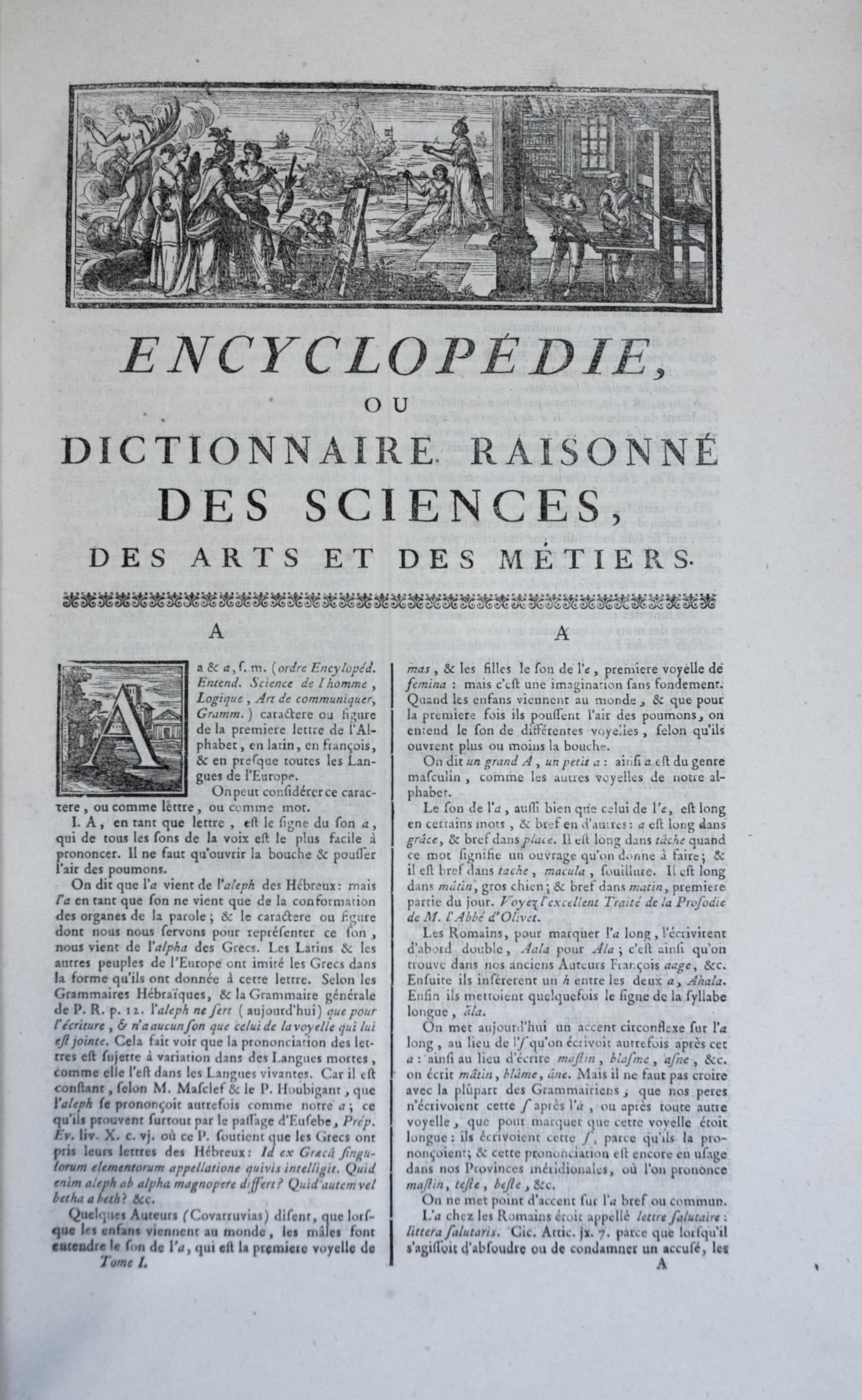
A Enciclopédia de Diderot e D'Alembert abriu caminho para a criação de uma instituição voltada às artes e ofícios

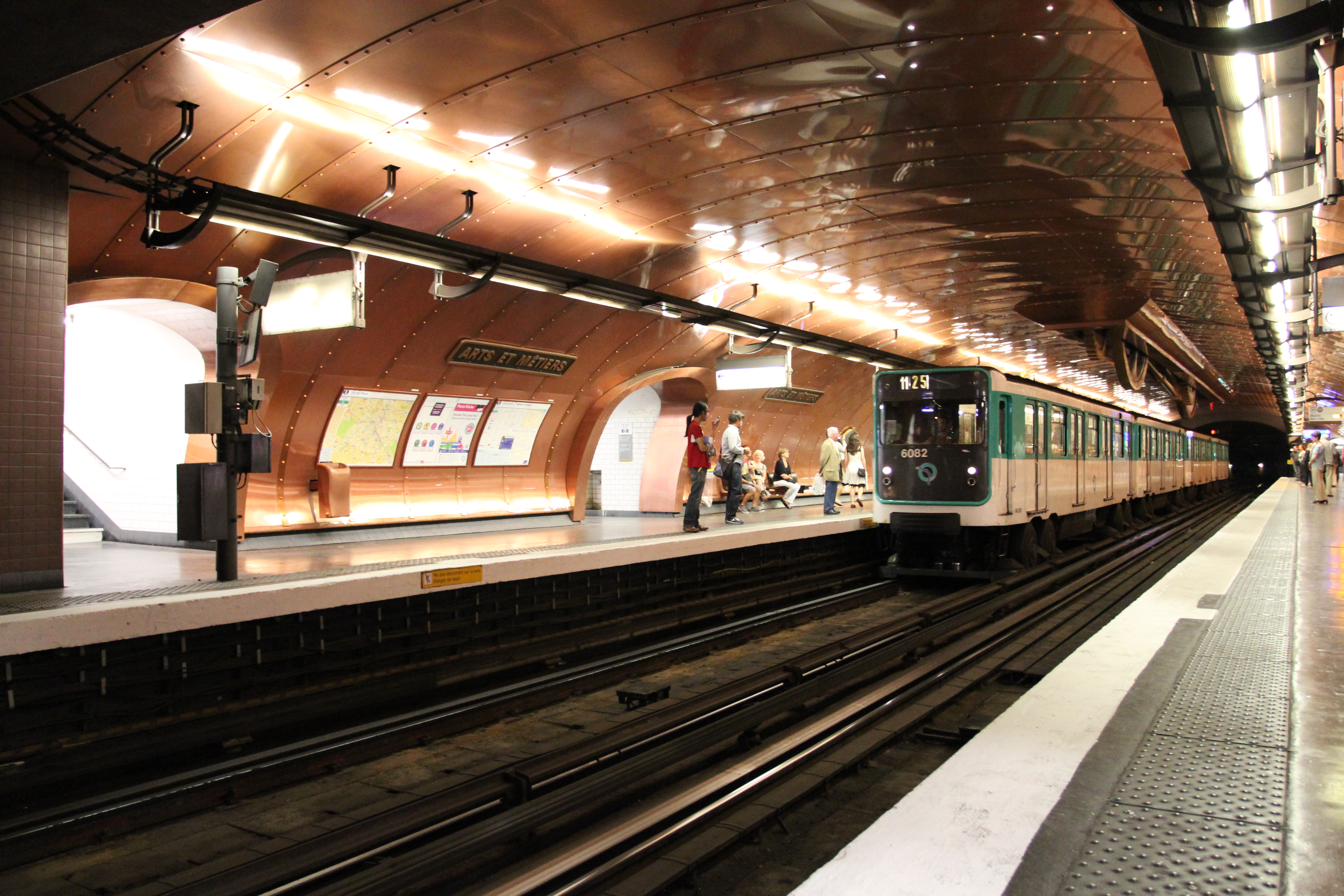
Estação de metrô Arts et Métiers, em Paris, localizada sob a sede do Cnam

O Conservatoire national des arts et métiers (em português:  Conservatório Nacional de Artes e Ofícios), conhecido pela sigla cnam, é uma instituição de ensino superior e pesquisa, do tipo grande école, operada pelo governo francês e dedicada à educação e à pesquisa para a promoção da ciência e da indústria. 
Herdeiro do espírito dos enciclopedistas, foi fundado em 10 de outubro de 1794, no ano III da Revolução Francesa. Por proposta do abade Henri Grégoire, deveria ser um "depósito de máquinas, modelos, ferramentas, desenhos, descrições e livros de todas as áreas de artes e negócios", com o objetivo de aperfeiçoar a indústria francesa. O priorado abandonado de Saint-Martin-des-Champs (e particularmente seu refeitório gótico, obra do arquiteto Pierre de Montereau) foi escolhido como local da coleção, aberta ao público formalmente em 1802.
Originalmente responsável pela coleção nacional de invenções, tornou-se em seguida uma instituição educacional. Atualmente oferece cursos que vão da graduação ao doutorado, contando com cerca de cem mil estudantes distribuídos em 150 campi na França metropolitana e ultra-marina, Américas, África e Ásia.
Seus quadro de alunos e professores inclui presidentes da República, laureados Nobel e cientistas de renome, como Louis Pasteur, Paul Doumer, Léon Bourgeois, Sadi Carnot, Nicolas-Jacques Conté, Pierre-Louis Lions, Alexandre Millerand, Joseph Rotblat, dentre outros.
Sua sede permanece a mesma, localizada no Marais, bairro do centro de Paris. Ela abriga também o Musée des arts et métiers, que é o maior museu em uma universidade no mundo. O original do Pêndulo de Foucault encontra-se exibido em sua coleção (instalado no teto da capéla do século XI que o priorado abrigava), assim como o laboratório completo de Louis Pasteur.

## Missão
O Conservatoire National des Arts et Métiers é uma instituição nos domínios científico, cultural e profissional, e seu estatuto de "grand établissement" coloca-lhe dentre as instituições de elite do país. Sob a supervisão do Ministério do Ensino Superior, ele tem 3 funções:
1. Formação ao longo da vida (aprendizagem ao longo da vida);
2. Pesquisa e inovação tecnológica;
3. Difusão da cultura científica e técnica.

Seu lema é "Omnes docet ubique", que significa "Ele (ou Ela) ensina a todos em todos os lugares."

## Personalidades
Alexandre Millerand: Presidente da República Francesa; Presidente do Conselho de Administração do Cnam.
Alexandre Vandermonde: de 1794 em diante foi membro do Cnam, e também da École Polytechnique e da École Normale Supérieure.
Arthur Morin: diretor do Cnam.
Bernard Kouchner: professor do Cnam (cátedra santé et développement)
Claude Pouillet: Físico, foi professor do Cnam.
Henri Fayol: professor do Cnam.
Henri Grégoire: fundador do Cnam.
Leon Bourgeois: Prémio Nobel da Paz, Presidente do Conselho de Administração do Cnam.
Louis Pasteur: Químico e biólogo; ex-aluno do Cnam.
Jacques de Vaucanson: Engenheiro famoso, doou sua coleção pessoal ao Cnam, bem como o seu nome a uma rua adjacente.
Jean Ferrat: Cantor e compositor; ex-aluno do Cnam.
Jean Fourastié: membro do institut de France e professor do Cnam (cátedra économie et statistiques industrielles).
Jean-Baptiste Say: ex-aluno do Cnam, economista clássico, professor do Cnam e do College de France.
Joseph Rotblat: Prémio Nobel da Paz; professor convidado do Cnam.
Robert Solow: Prémio Nobel de Economia; professor convidado do Cnam.
Léon Vaudoyer: arquiteto do edifício do Cnam e do Institut de France.
Mohamed Dionne: primeiro ministro do Senegal; ex-aluno.
Paul Doumer: Presidente da República Francesa; ex-aluno do Cnam.
Pierre Bézier: professor do Cnam.
Paul Painlevé: Presidente do Conselho de Administração do Cnam.
Pierre Larousse: enciclopedista; ex-aluno do Cnam.
Pierre-Louis Lions: professor convidado do Cnam.
Sadi Carnot: Físico; ex-aluno do Cnam.